# Semallé
Semallé é uma comuna francesa na região administrativa da Normandia, no departamento Orne. Estende-se por uma área de 14,17 km². Em 2010 a comuna tinha 355 habitantes (densidade: 25,1 hab./km²).